# Stefan Moser
Stefan Moser (1981) è un ex sciatore alpino austriaco.

## Biografia
Attivo in gare FIS dal dicembre del 1996, Moser prese due volte il via in Coppa Europa, il 12 gennaio 1998 ad Altenmarkt-Zauchensee in discesa libera (104º e 90º). Si ritirò al termine della stagione 2001-2002 e la sua ultima gara fu uno slalom speciale FIS disputato il 14 aprile a Lenzerheide, non completato da Moser; non debuttò in Coppa del Mondo né prese parte a rassegne olimpiche o iridate.

## Palmarès

### Campionati austriaci
- 2 medaglie:
  - 2 argenti (slalom speciale, combinata nel 2002)